# Тондабајаши
Тондабајаши (јап. 富田林市) град је у Јапану у префектури Осака. Према попису становништва из 2005. у граду је живело 123.837 становника.

## Становништво
Према подацима са пописа, у граду је 2005. године живело 123.837 становника.
| 1995.   | 2000.   | 2005.   |
| ------- | ------- | ------- |
| 121.690 | 126.558 | 123.837 |